# آنیر (ار)
آنیر (به فرانسوی: Asnières) یک کمون در فرانسه است که در شهرستان اور واقع شده‌است. آنیر ۸٫۱۴ کیلومتر مربع مساحت دارد ۱۵۲ متر بالاتر از سطح دریا واقع شده‌است.